# Кинематограф Северной Македонии
Кинематограф Северной Македонии относится к киноиндустрии, базирующейся в Северной Македонии, или к любому фильму, сделанному кинематографистами Северной Македонии за рубежом. Первыми режиссерами фильма стали уроженцы Греции из влашского меньшинства Янаки и Милтон Манаки, первым полнометражным фильмом, снятым в стране, стала "Фросина" (1952), а самым известным режиссером является Милчо Манчевский.
На протяжении всего прошедшего столетия киносъемка запечатлела историю, культуру и повседневную жизнь народов Северной Македонии. На протяжении многих лет многие северомакедонские фильмы были представлены на кинофестивалях по всему миру, и некоторые из этих фильмов завоевали престижные награды. Два северомакедонских фильма были номинированы на премию "Оскар", а именно "Перед дождём" (1994) и "Страна мёда" (2019).

## Первые годы
История кинопроизводства в Северной Македонии насчитывает более 110 лет. Первый фильм, который был снят на территории современной страны, был сделан в 1895 году Янаки и Милтоном Манаки в Битоле, положив начало традиции кинопроизводства, которая продолжается и по сей день. Сейчас страна производит три-четыре фильма в год.
Первым северомакедонским художественным фильмом стала картина "Фрозина", вышедшая на экраны в 1952 году. Сценарий был написал Владо Малеский, который также был автором слов для национального гимна страны, а режиссером выступил Воислав Нанович. Первым полнометражным цветным фильмом была "Мисс Стоун" (1958), фильм о протестантском миссионере в Османской Македонии.

## Успешные фильмы
Самым известным северомакедонским режиссером является Милчо Манчевский, чей дебютный художественный фильм "Перед дождём" был номинирован на премию "Оскар". Самым кассовым художественным фильмом в Северной Македонии был "Бал-Кан-Кан", который только за первый год посмотрело более 500 000 человек.
В 2019 году документальный фильм "Страна мёда" (2019) получил звездные отзывы и всеобщее признание от современных кинокритиков. Он был номинирован в категориях "Лучший иностранный художественный фильм" и "Лучший документальный полнометражный фильм" на 92-й премии "Оскар", что делает его первым нехудожественным фильмом, получившим номинацию в обеих категориях, а также второй номинацией страны на премию "Оскар" с 1994 года. "Страна мёда" получил множество других наград и номинаций на международных премиях в области документального и киноискусства, в том числе три премии на кинофестивале "Сандэнс" в 2019 году, где он был самым награжденным фильмом в этом году.